# Federwaage
Die Federwaage (auch Sackwaage) und der Federkraftmesser sind Messgeräte, die die Dehnung einer Schraubenfeder zur Messung einer Kraft verwenden. Die Federwaage bestimmt über die Gewichtskraft die Masse und hat eine Skala in Kilogramm (kg) oder Angloamerikanischem pound. Die Skala des Federkraftmessers ist in Newton (N) angegeben.

## Das Prinzip

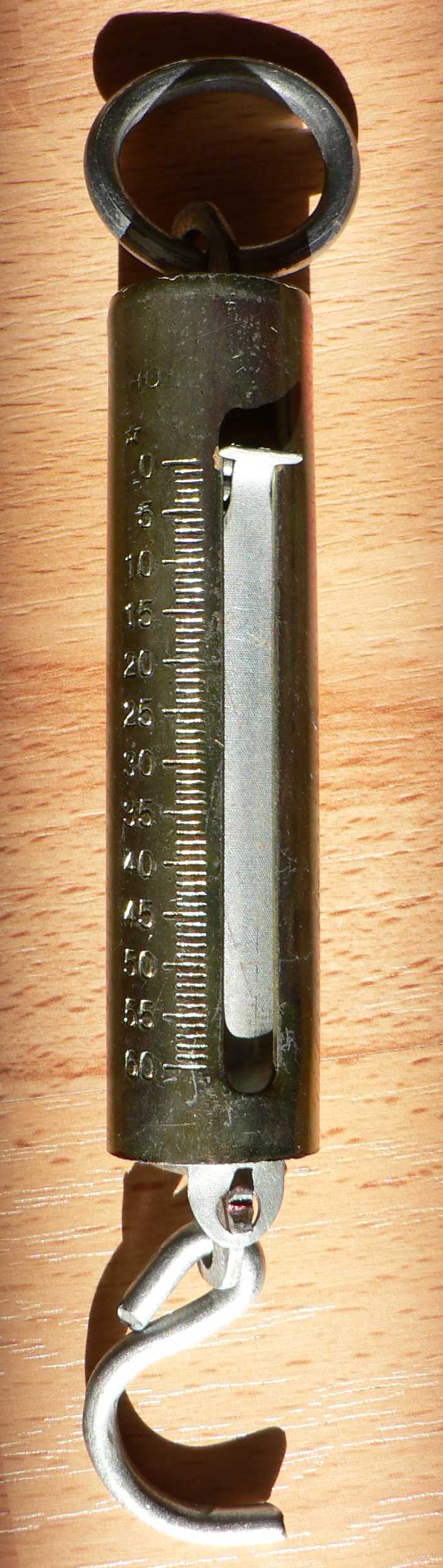
Einfache Federwaage

Die Federwaage nutzt zur Messung von Zug- oder Gewichtskräften die lineare und elastische Dehnung einer Schraubenfeder unter Einwirkung einer Zugkraft. Dabei wird die Längenausdehnung gemessen, die im linearen Dehnungsbereich der Feder nach dem Hookeschen Gesetz proportional zur Zugkraft ist. Zur praktischen Anwendung wird eine Schraubenfeder an den Enden mit jeweils einer Aufhänge- oder Befestigungsvorrichtung sowie entlang des Federwegs mit einer Skala und einem Zeiger versehen. Aufwendigere Bauformen, sogenannte Zeigerschnellwaagen, bestehen aus einem Gehäuse mit kreisförmiger Skala und einem entsprechenden Zeiger. Hinter dem Ziffernblatt sind meistens zwei Schraubenzugfedern angeordnet, an deren unterem Ende ein Lastaufnahmehaken montiert ist, der aus dem Gehäuse der Waage herausragt. Die Bewegung des Federnpaares wird mittels Zahnstange und Zahnrad auf die Zeigerachse übertragen. Übliche Belastbarkeiten und Skalenteilungen: 10 kg / 50 g, 25 kg / 100 g, 50 kg / 200 g, 100 kg / 500 g, 200 oder 300 kg / 1 kg.
Als „geeignet“ für den jeweiligen Messzweck ist eine Feder, die zum einen über den Bereich ihrer reversiblen Dehnung eine Krafteinwirkung in der gewünschten Größenordnung zulässt und zum anderen entlang des vorgesehenen Federwegs einen proportionalen Zusammenhang zwischen Kraft und Weg aufweist, d. h. durch eine Federkonstante gekennzeichnet werden kann.
Bei Bestimmung der Masse mit einer Federwaage ist zu beachten, dass die Größe der Schwerebeschleunigung sowohl nach geografischer als auch nach topografischer Lage örtlich verschieden ist (daher auch die Bezeichnung Ortsfaktor). Eine unter 45° Breite auf Gewicht geeichte Federwaage zeigt z. B. wegen der Fliehkraft der Erddrehung am Äquator um 0,26 % zu wenig, nahe den Polen aber um 0,26 % zu viel an. Auf dem Mond wäre der entsprechende Anzeigewert nur ein Sechstel von dem auf der Erde. Diesen Effekt haben Waagen mit Gegengewichten nicht, andererseits sind nur Federwaagen für Schwerkraftbestimmungen geeignet.

## Verschiedene Waagentypen
Die ersten Federwagen wurden um 1770 von Richard Salter entwickelt. und 1838 als Patent angemeldet.

### Hängewaagen
Diese Federwaagen werden an einer Öse aufgehängt. Unten an der Waage befindet sich ein Stab mit einem Haken. Das Wiegegut wird an den Haken gehängt. Der Stab ist mit einer Feder direkt oder indirekt mit der Feder verbunden.
Wird an das untere Ende einer aufgehängten Federwaage ein Körper gehängt, so wird die Feder unter der Einwirkung der Schwerkraft gedehnt und die Gewichtskraft bzw. – wegen Berücksichtigung des Ortsfaktors in der Skala – die Masse des Körpers angezeigt.
Für die Anzeige gibt es zwei Varianten: Entweder ist an dem Stab ein Marker angebracht, der ebenfalls nach unten gezogen wird und an einer Skala das Gewicht anzeigt oder die Kraft wird auf einen sich drehenden Zeiger übertragen der dann das Gewicht auf einer runden Skala anzeigt.
Einige Waagen wie beispielsweise die Waage auf den letzten beiden Fotos besitzen auf dem Stab Zeichen für jede Zeigerumrundung. D.h. zum vom Zeiger angezeigten Gewicht sind für jeden sichtbaren Strich ist das Gewicht eine Zeigerumrundung hinzuzuaddieren. Die in England geeichte Federwaage des englischen Herstellers Salter wurde zwischen 1901 und 1910 hergestellt.

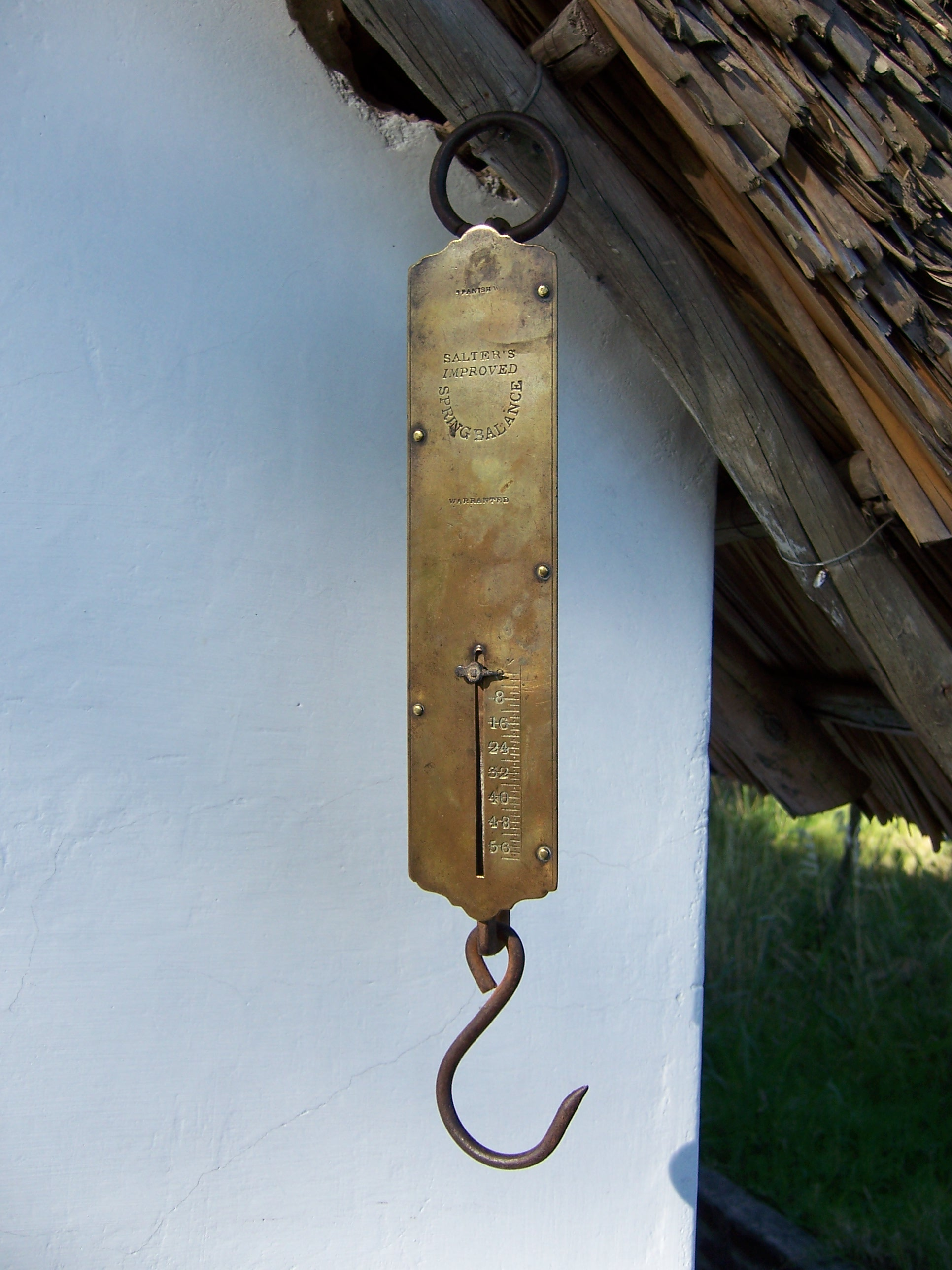
Einfache Hängewaage
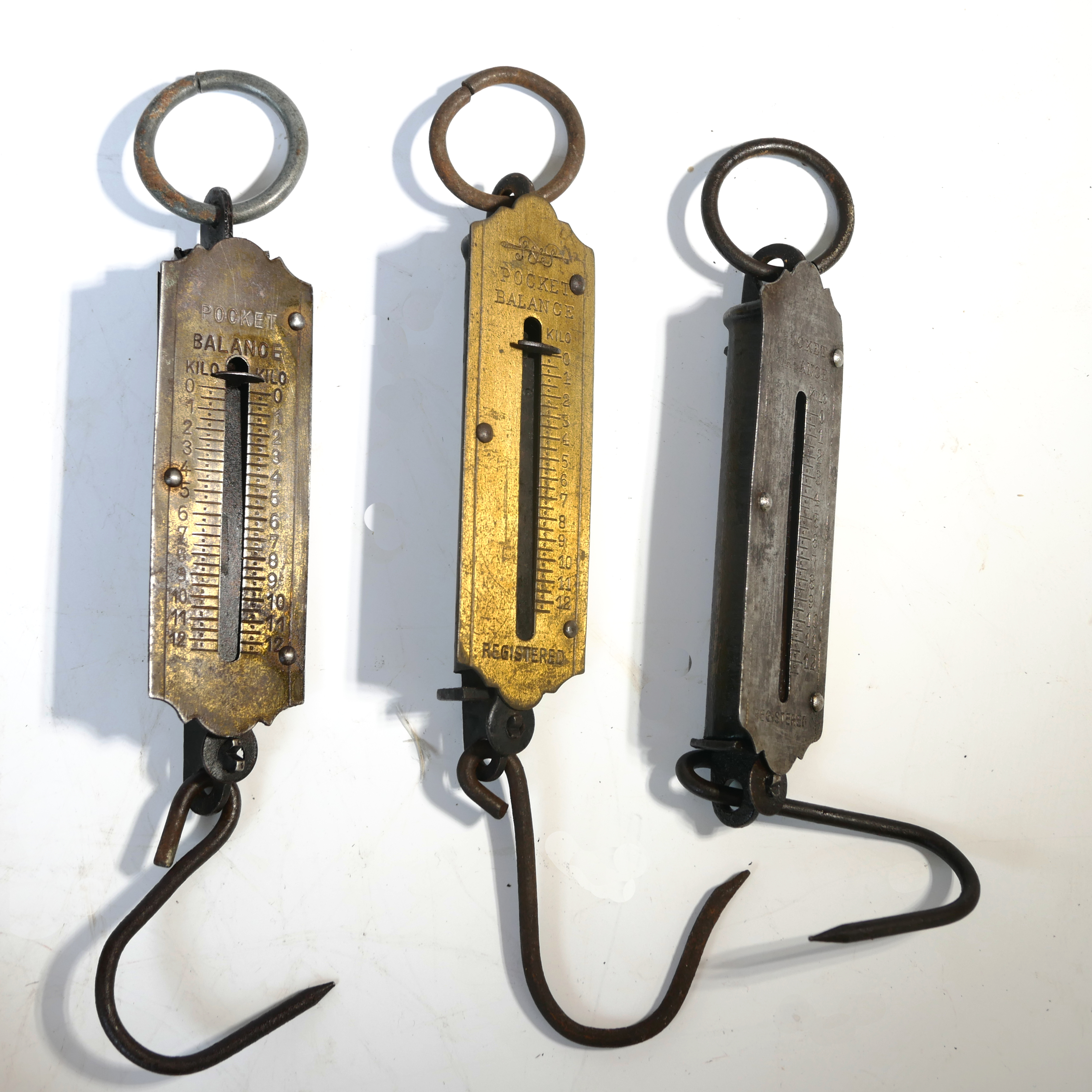
Drei Taschenhandfederwaagen
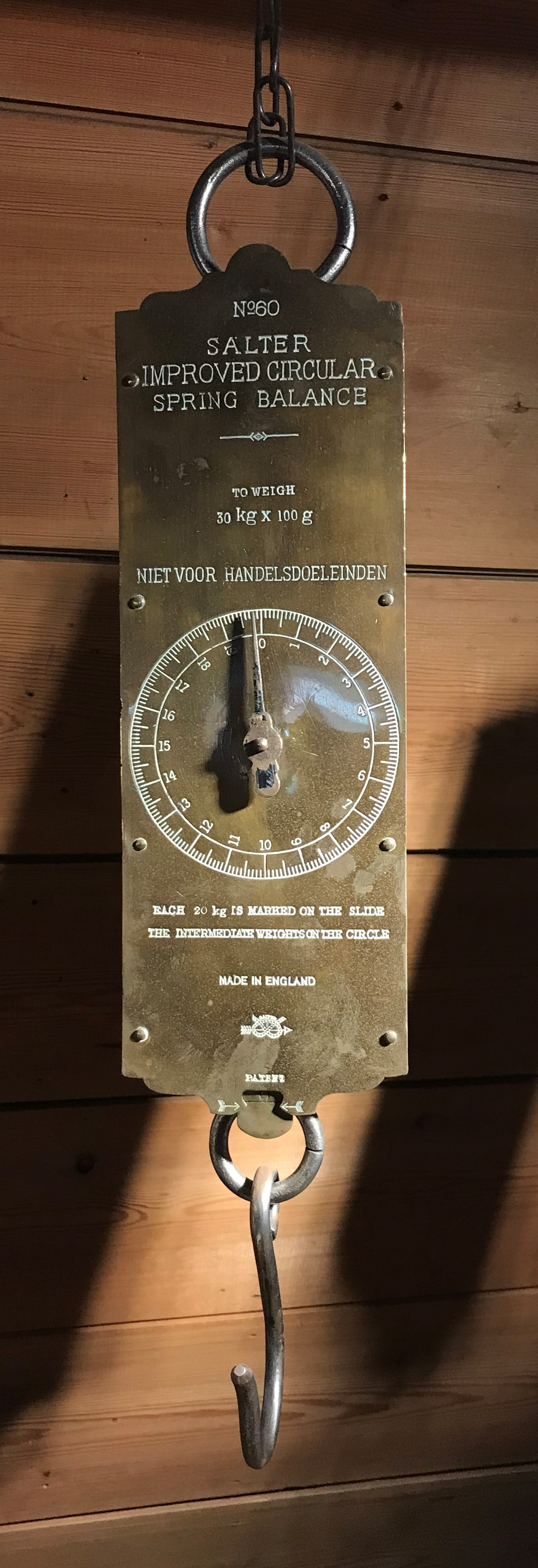
Federwaage mit Zeiger
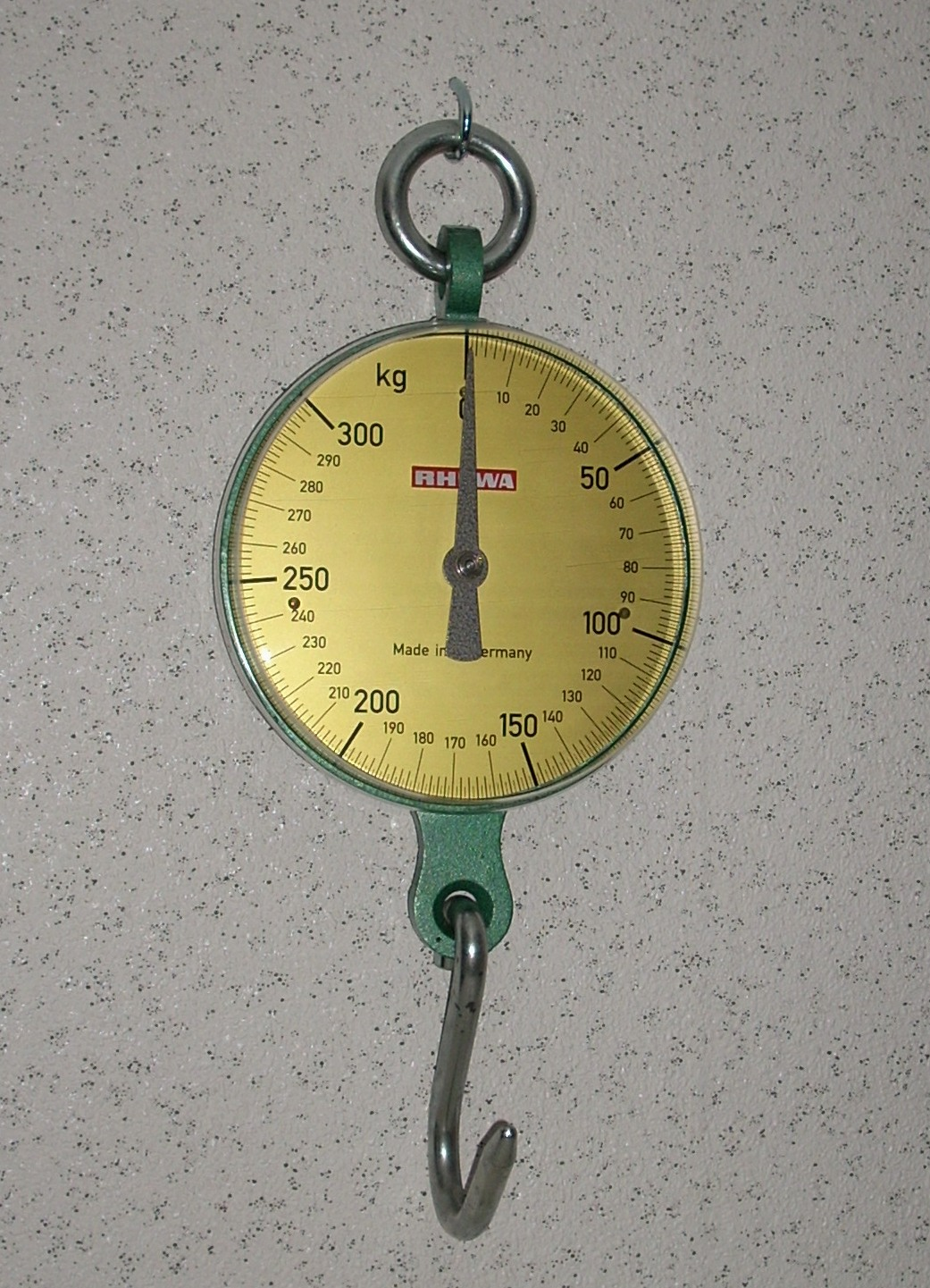
Zeigerschnellwaage
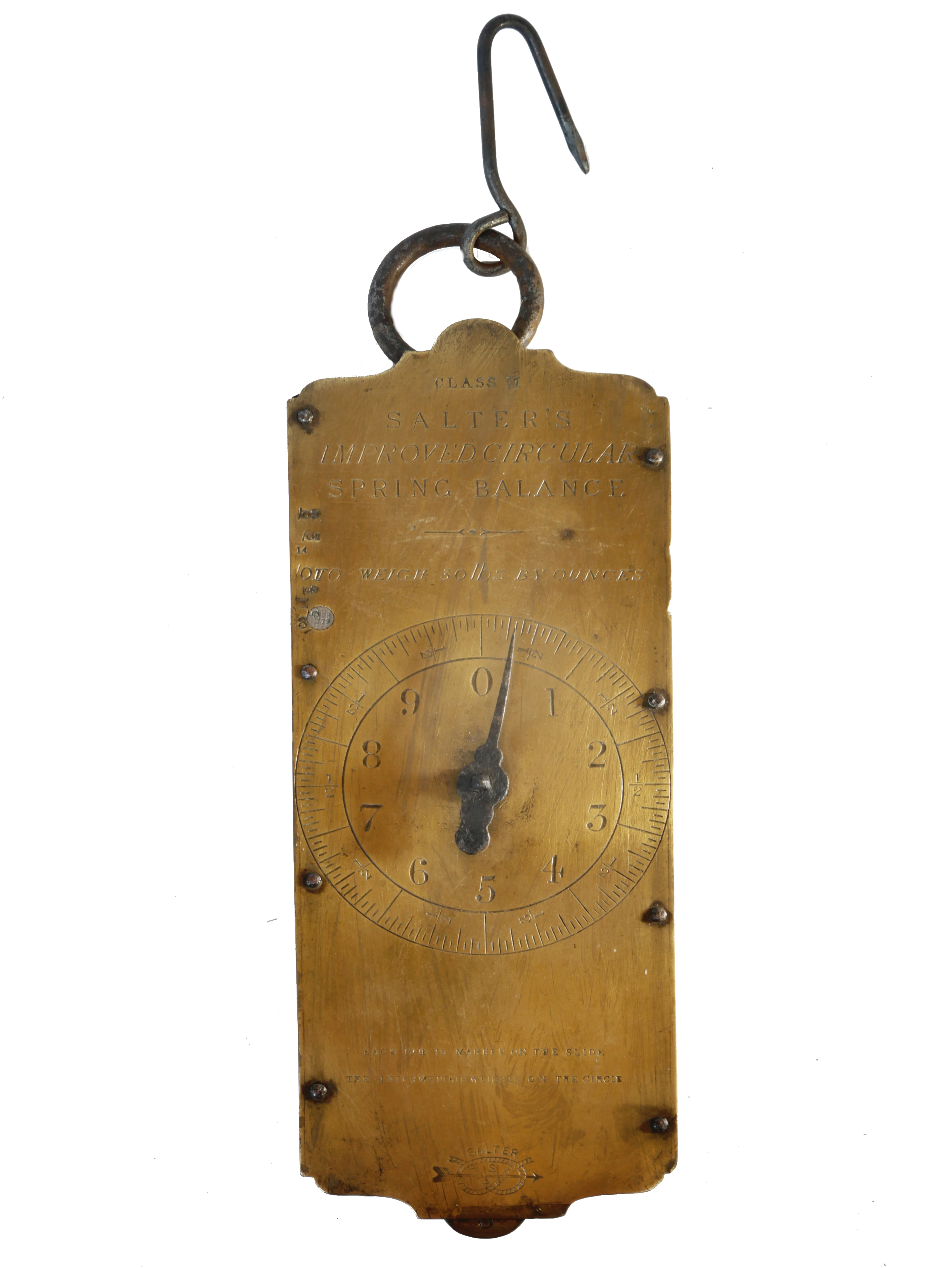
Englische Federwaage
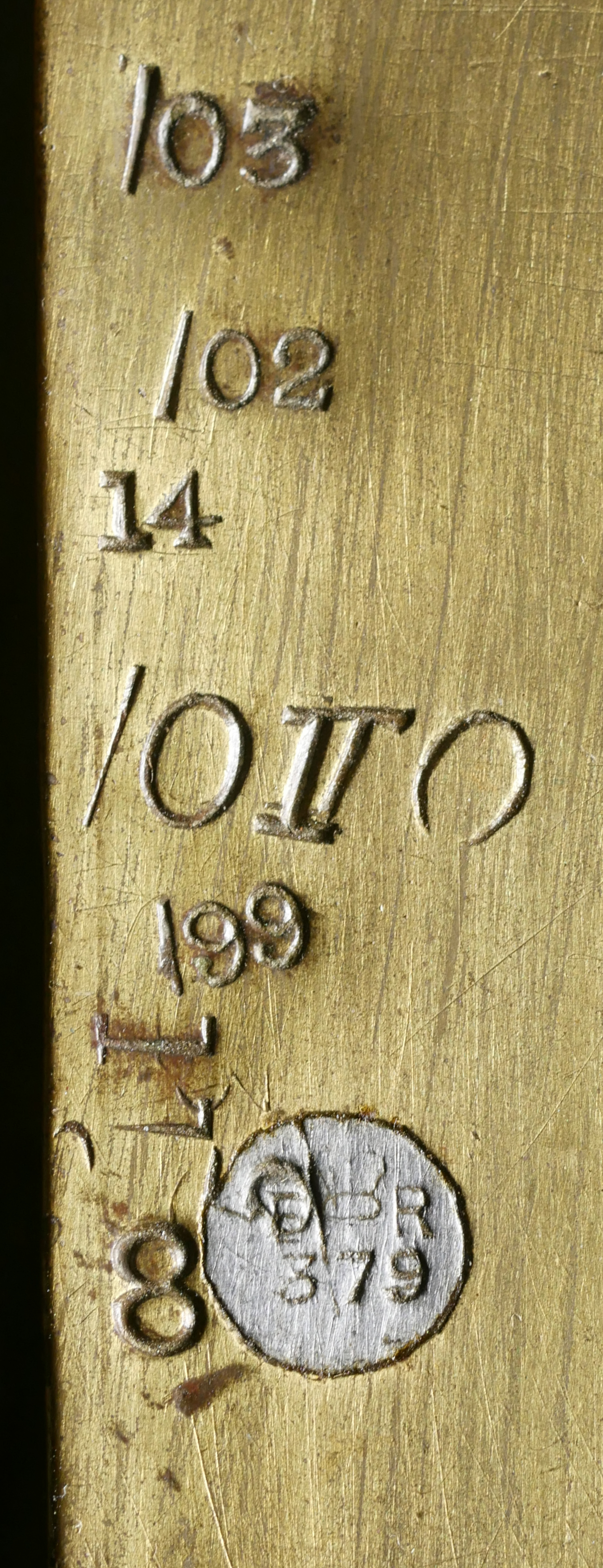
Englische Eichzeichen auf dieser Waage

### Oberschalige Federwaagen
Oberschalige Federwaagen (Wirtschaftswaagen) bestehen in der Regel aus einem Körper der auf 3 Beinen steht und in seinem Inneren die Mechanik der Waage beinhaltet. Aus diesem ragt nach oben ein Stab an dessen oberen Ende sich ein Schalenträger befindet. Auf diesem liegt lose eine Schale und in dieser wiederum das Wiegegut. Dessen Gewicht drückt den Stab nach unten, was im Inneren eine Feder in der Mechanik der Waage zusammendrückt. Dadurch wird auch ein Zeiger an der Frontseite der Waage bewegt, der auf einem Ziffernblatt das Gewicht des Wiegeguts anzeigt. Oberschalige Federwaagen können in der Regel ein Gewicht bis zu 10 kg messen. Ihre Blütezeit hatten diese Waagen zwischen der Jahrhundertwende um 1880 und den 1930er Jahren. Die technische Entwicklung geschah vor allem in den ersten Jahren: Zwischen 1880 und 1887 wurden in Deutschland mindestens 7 Patente für Wirtschaftswaagen erteilt.
Sind diese Waagen in Sachen Größe, Bauart und Technik relativ ähnlich so gibt es sehr viele Varianten bei der künstlerischen Gestaltung der Waage vom auslaufenden Historismus über den Jugendstil bis zu Art déco. Konzentrierte sich die Gestaltung der Waagen auf deren Füße und die Einfassung des Ziffernblatts, so erhielten später viele Waagen an der Frontseite eine großflächige Verkleidung, die Platz für weiter Gestaltungselement bot.

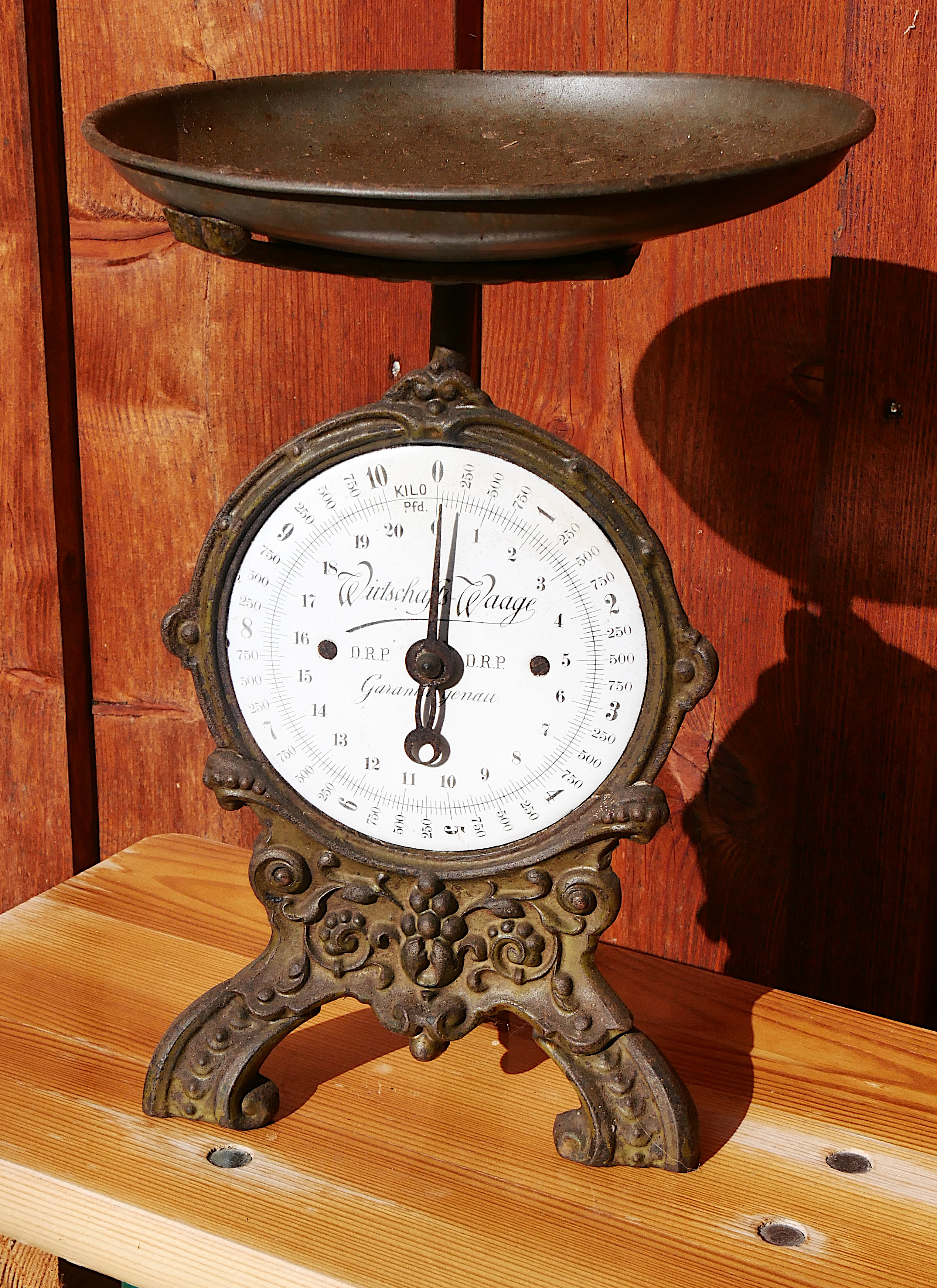
Dreibeinige oberschalige Federwaage
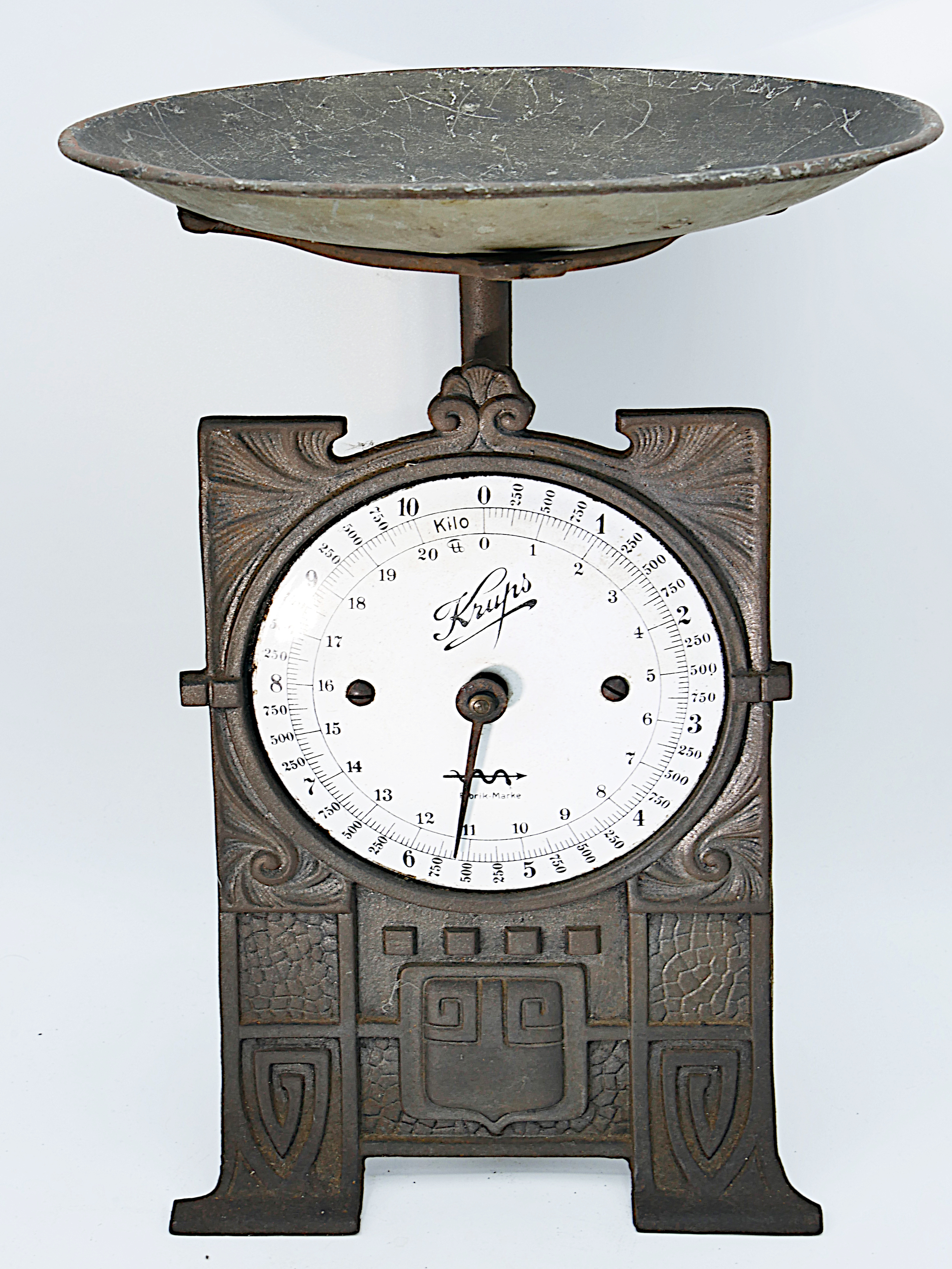
Krups-Waage im linearen Jugendstil
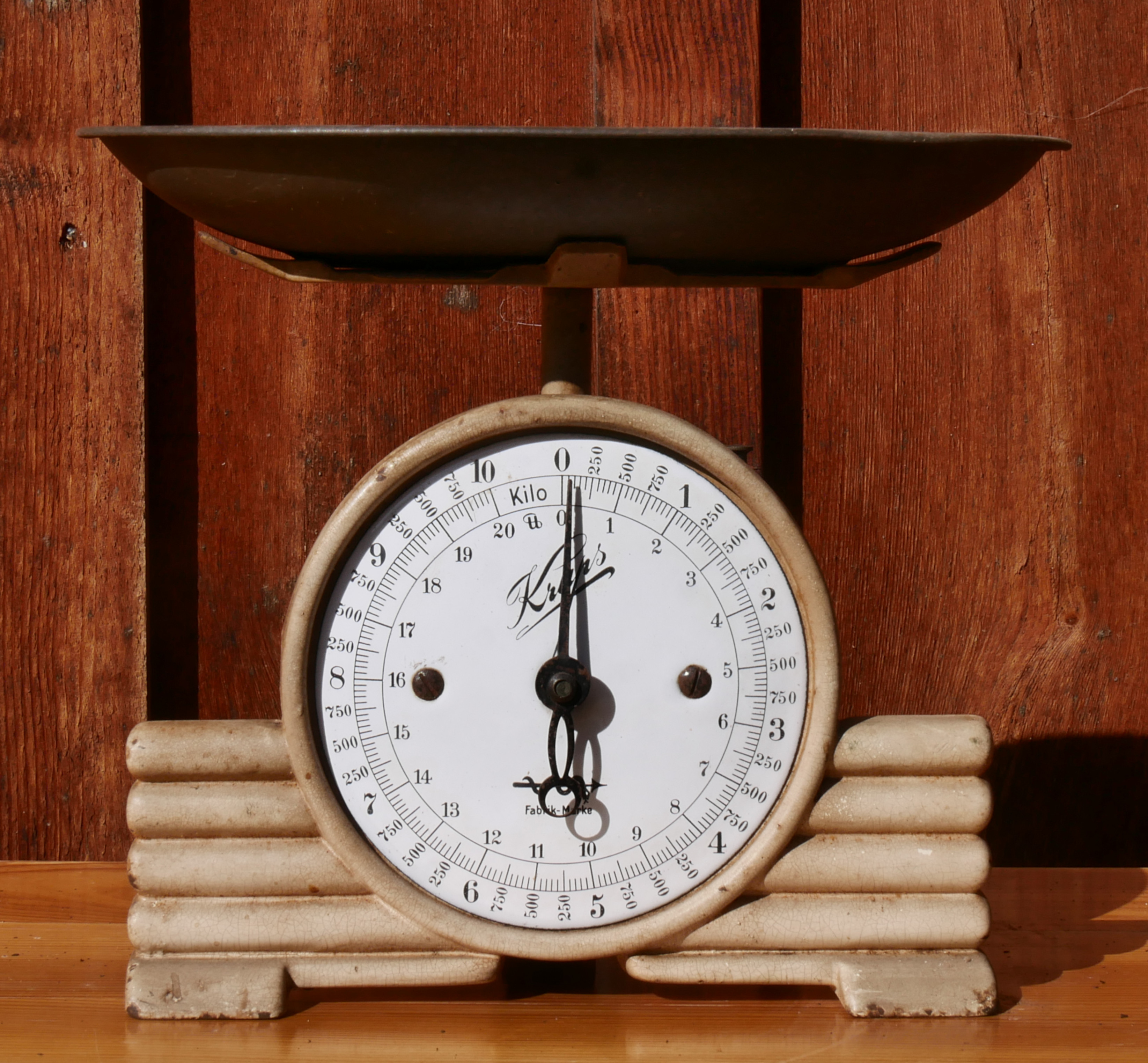
Krups Federwaage im Stil des Art déco
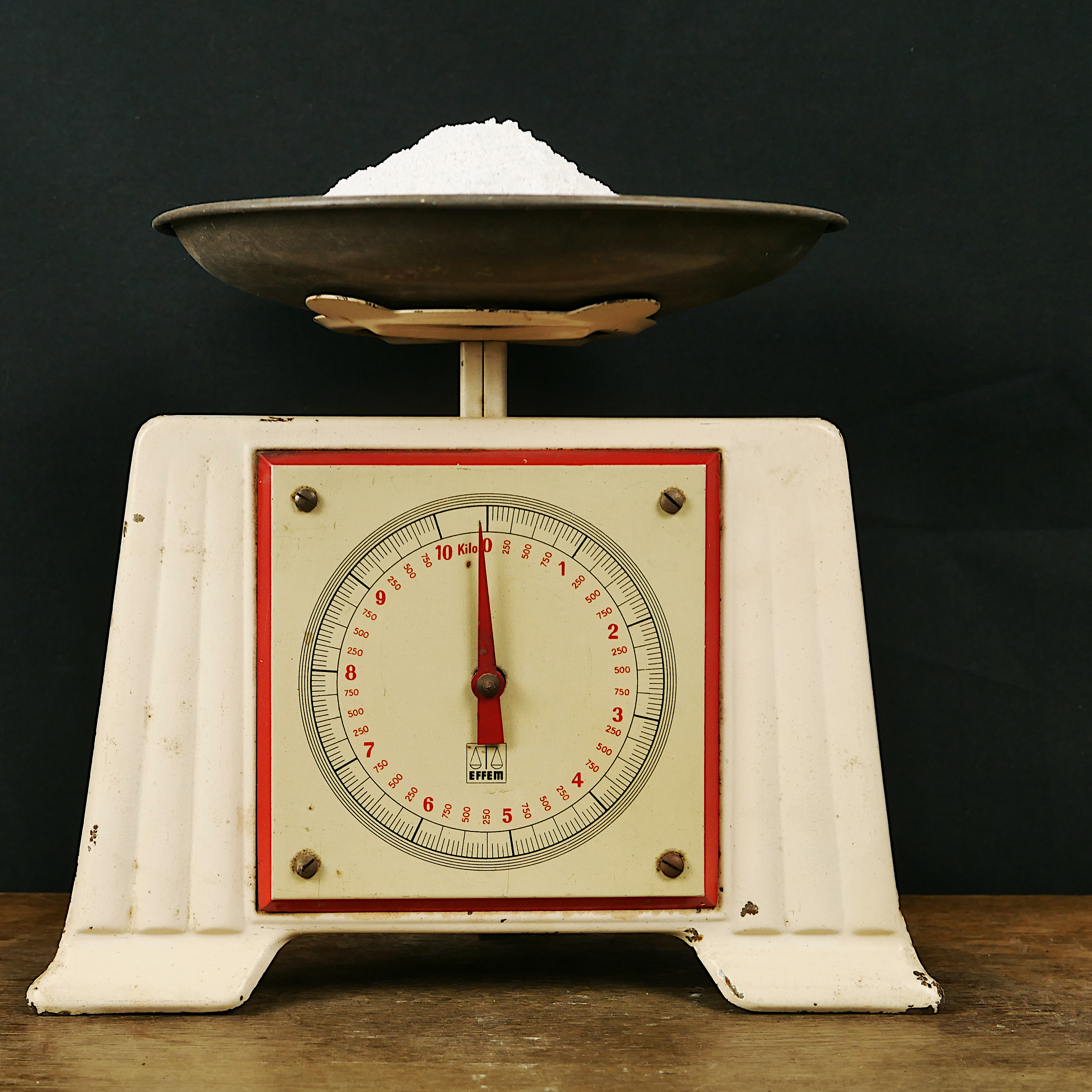
Weiß-Rote Federwaage 1930er Jahre
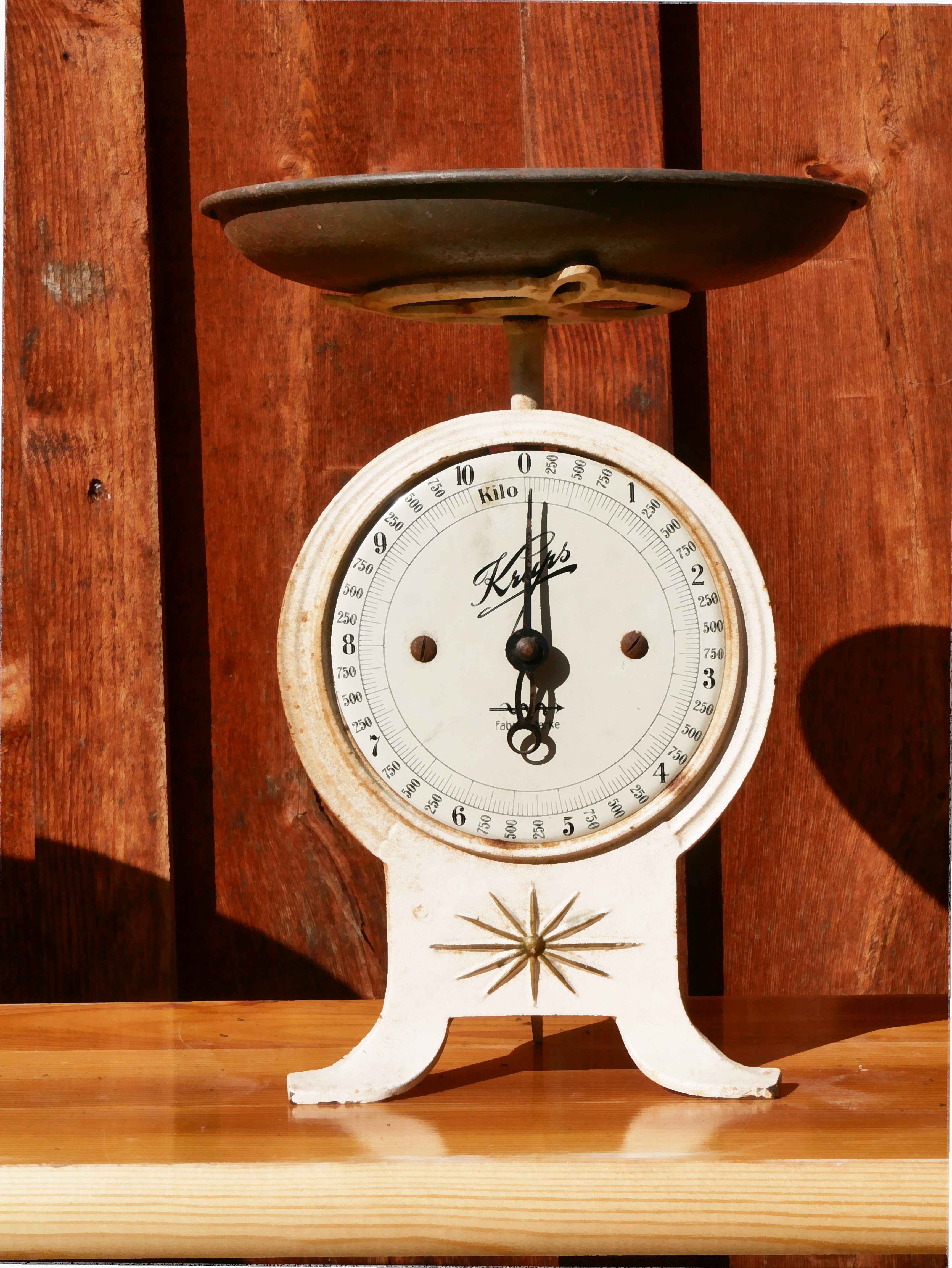
Große Federwaage mit Sonnendekor
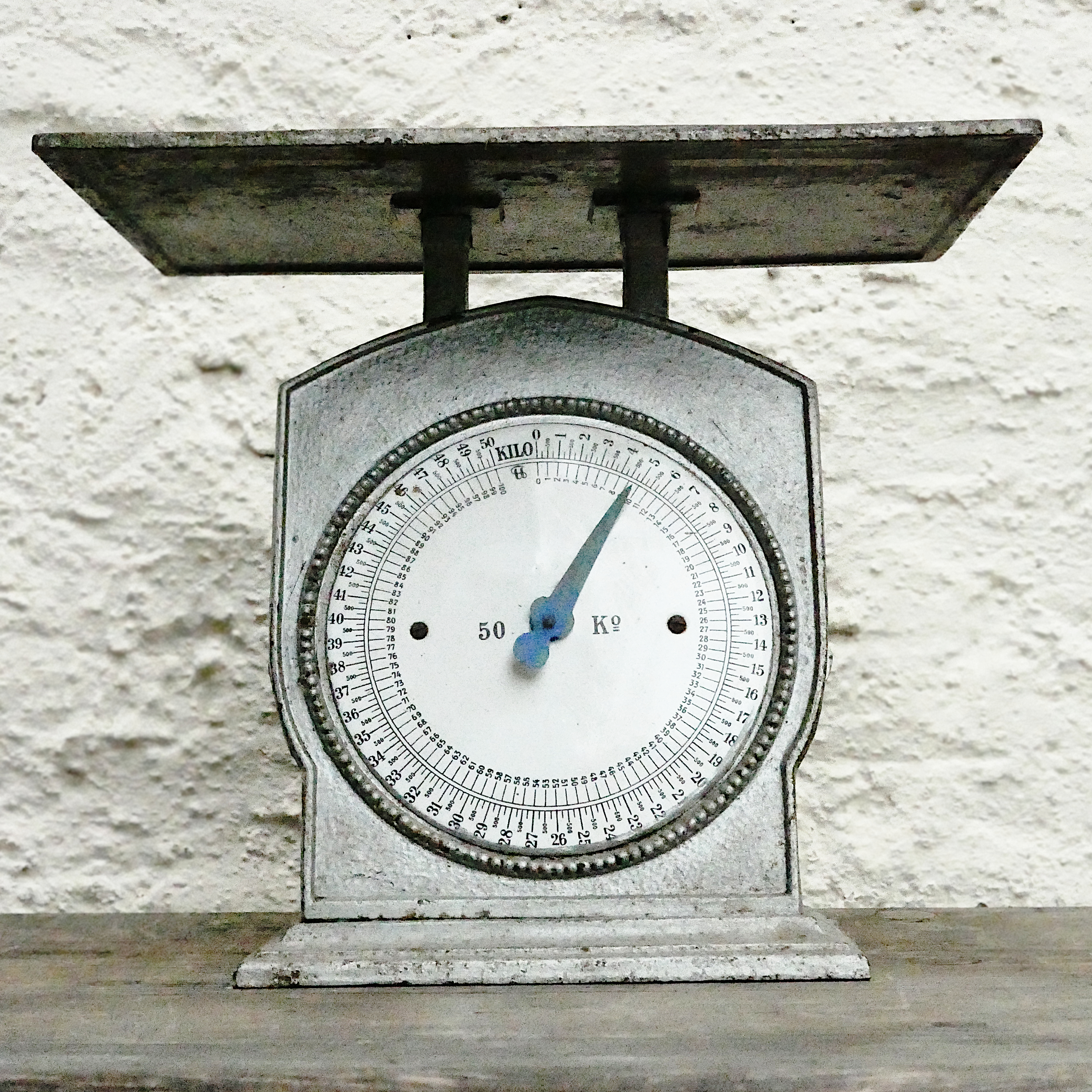
Federwaage bis 50 kg

### Spiegelwaagen
Spiegelwaagen sind für die Wägung von Personen konstruierte Sonderform der oberschaligen Federwaagen. Die zu wiegende Person konnte sich auf die Platte oben auf der Waage stellen. Das Ziffernblatt ist spiegelverkehrt beschriftet. Der Grund hierfür ist, dass unten an der Waage ein aufklappbarer Spiegel angebracht ist, der mit einer Kette in Position gehalten wird. Auf diesem Spiegel kann eine auf der Waage stehende Person dann ihr Gewicht ablesen. Typischerweise können Gewichte von Personen bis maximal 125 kg gewogen werden.
Spiegelwaagen wurden von dem Berliner Unternehmen Jacob Ravené Söhne (Jaraso) erfunden und produziert, sowie auch von Steinfeldt & Blasberg (Glora) in Hannover hergestellt. Der Produktionszeitraum dürfte so von 1910 bis 1925 gewesen sein.

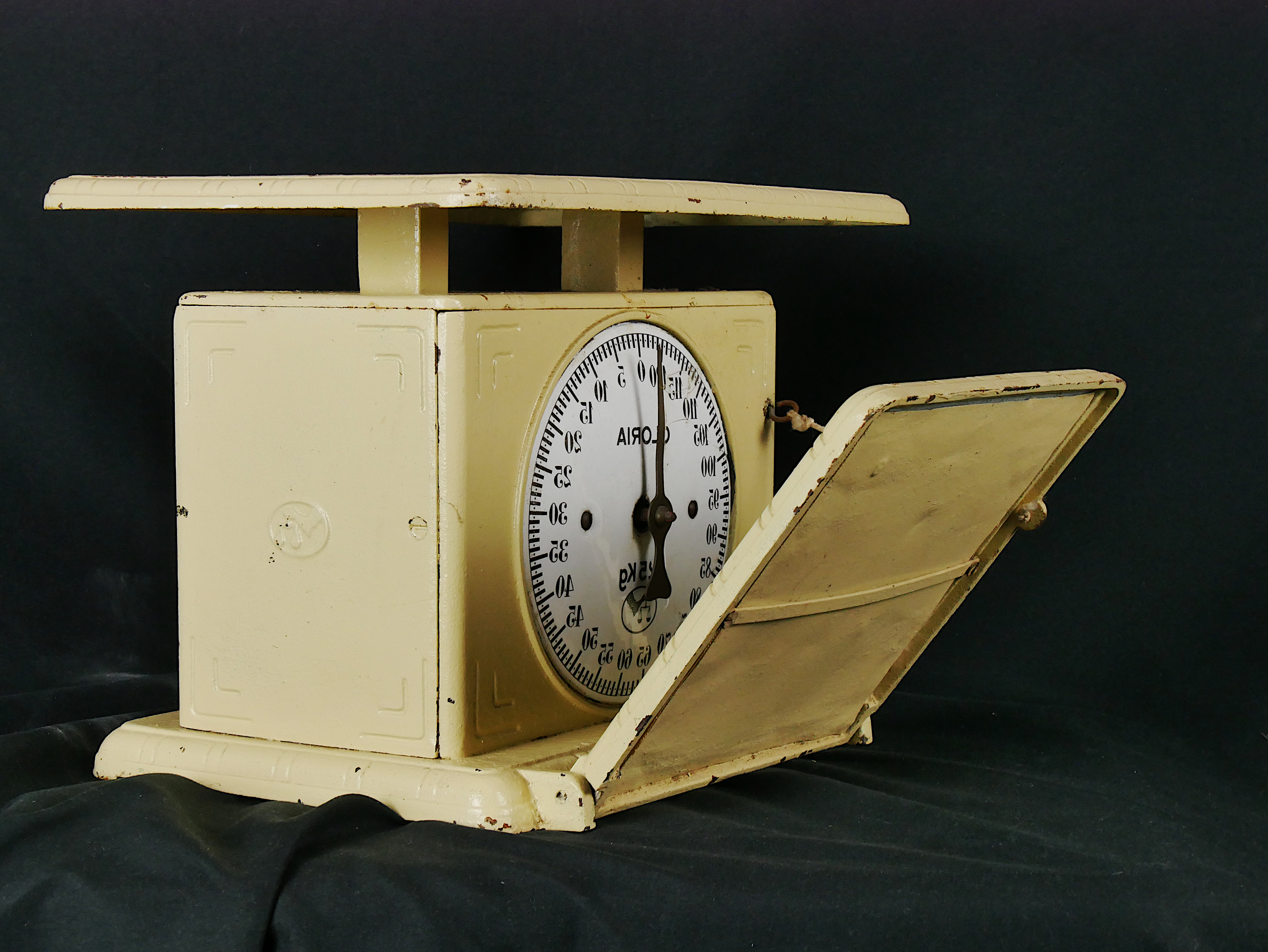
Spiegelwaage Modell Gloria
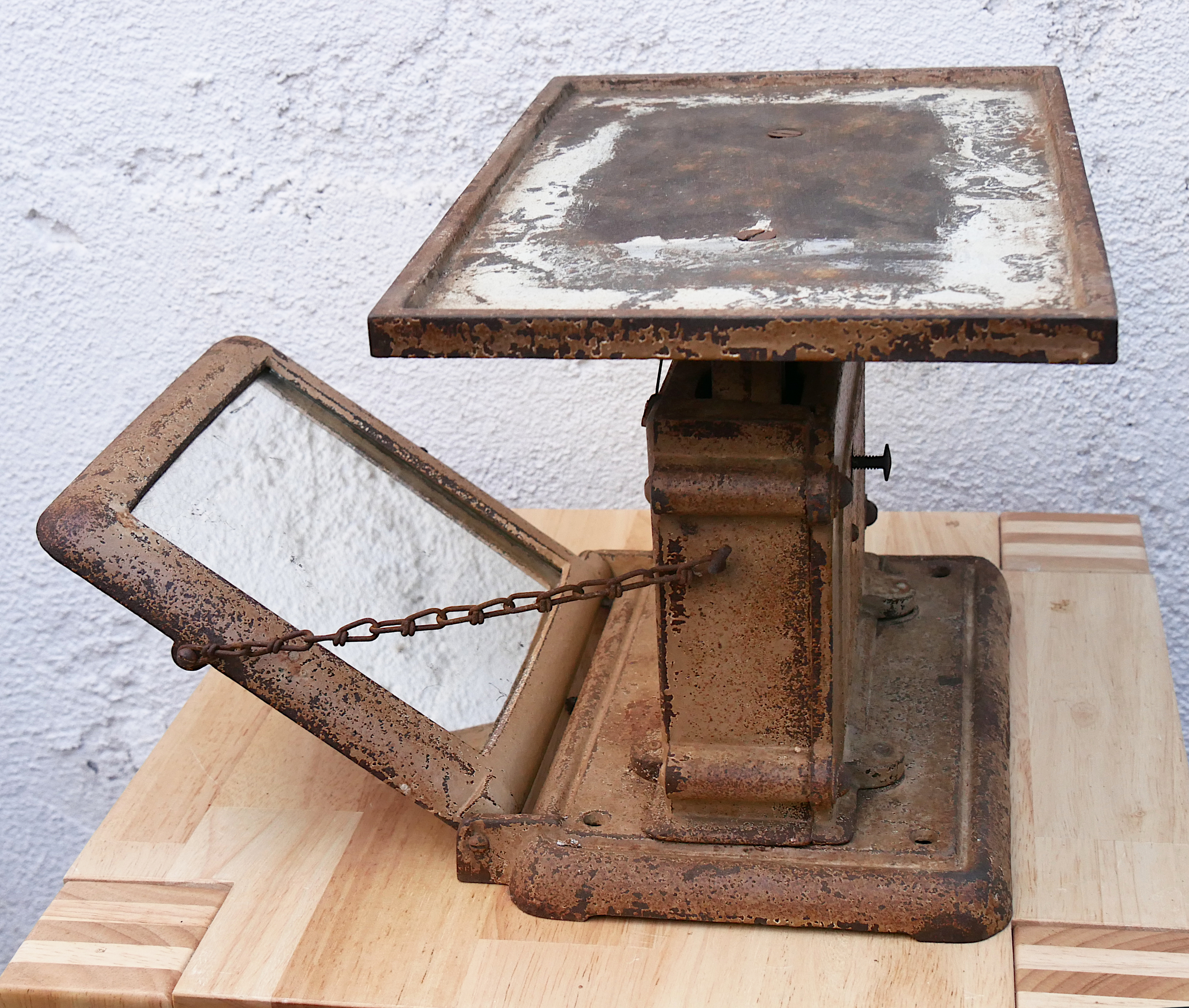
Modell Jaroso
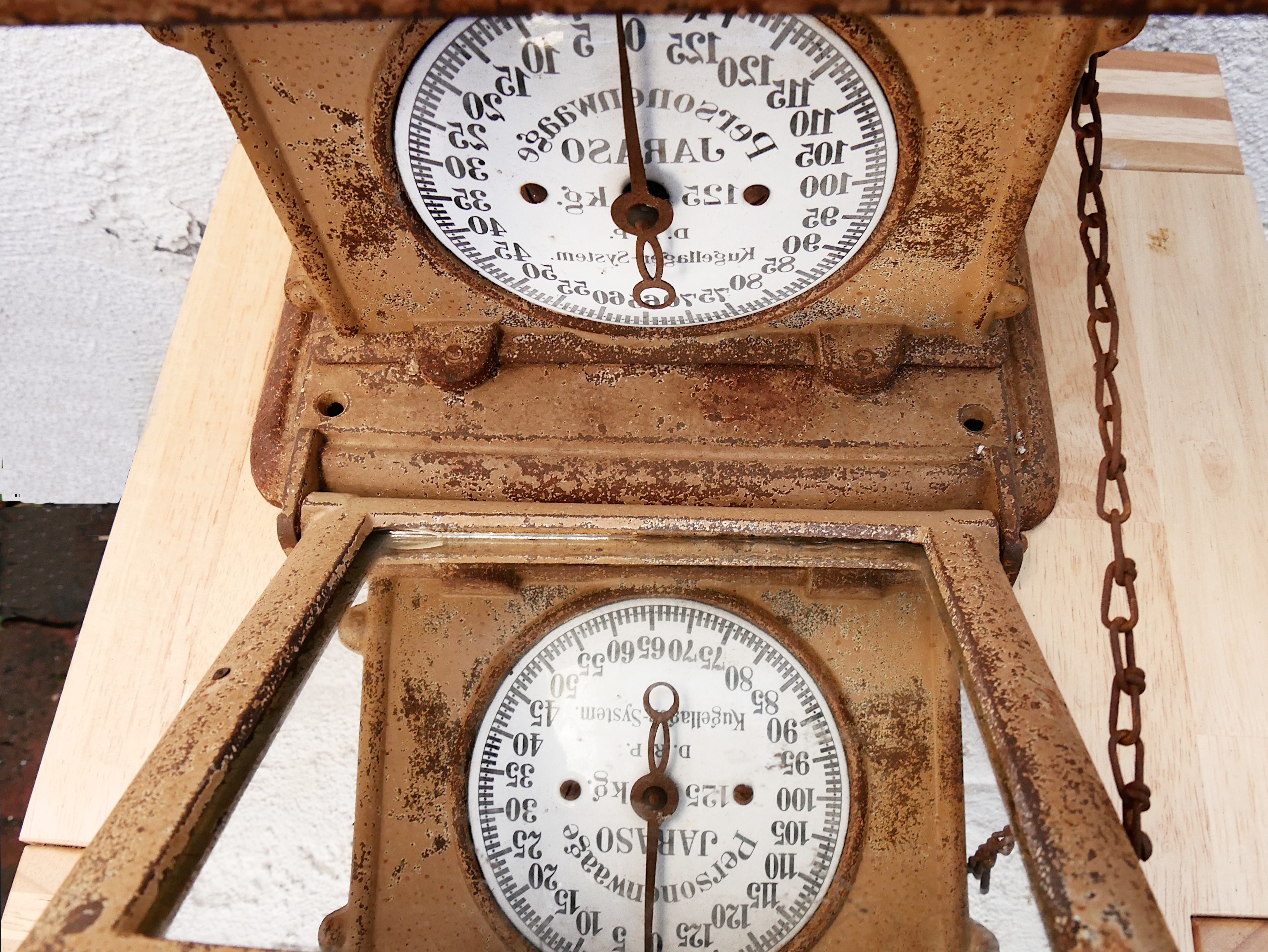
Ziffernblatt und Spiegel Modell Jaroso

### Tischmodelle

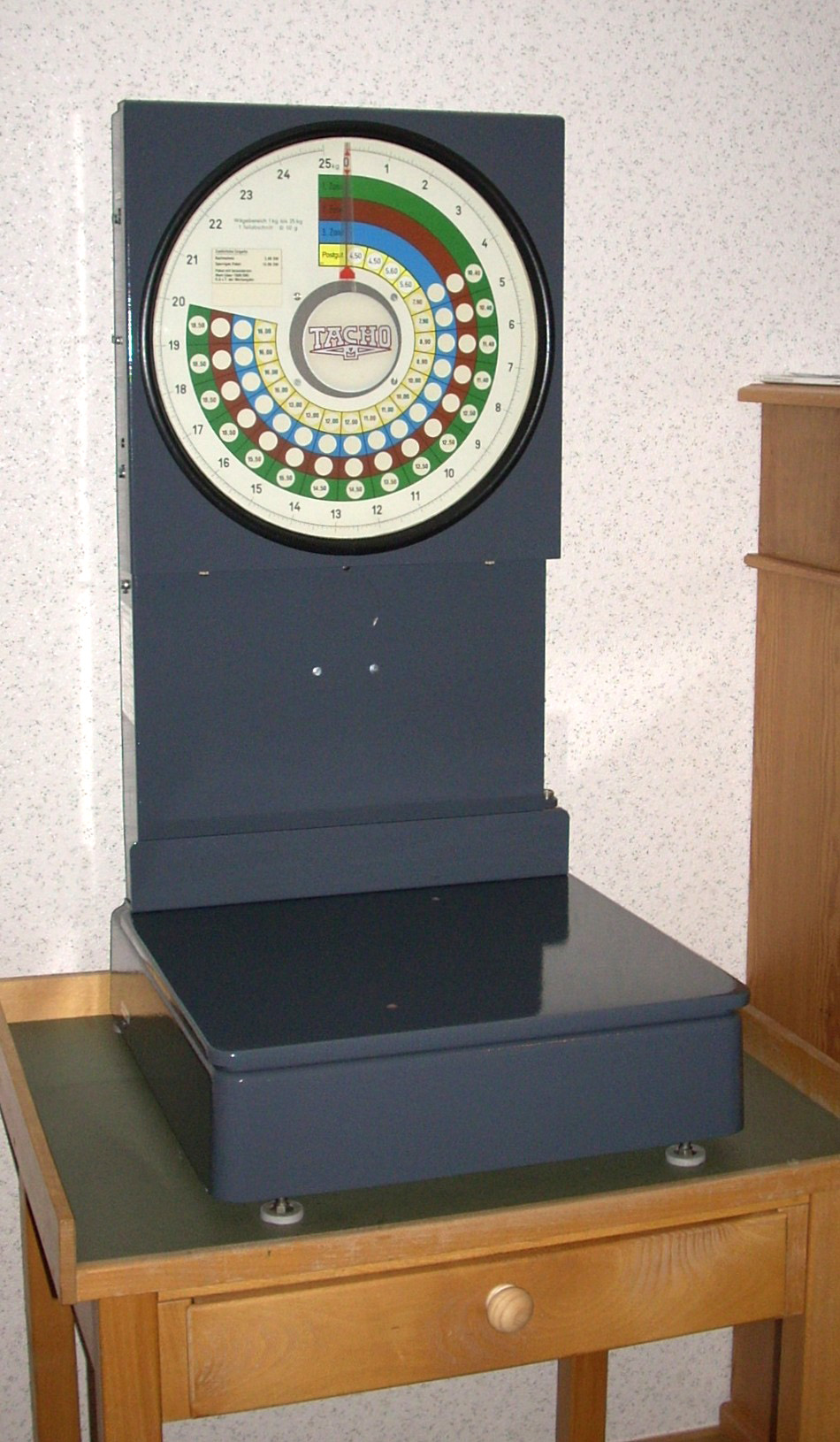
Nach dem Federwaagenprinzip arbeitende Postwaage, ca. 1971

Es gibt auch hochwertige Tischwaagen mit einem großen Kreiszeiger-Messkopf für die Verwendung in Industrie, Handel und Labor, die nach dem Federwaagen-Prinzip arbeiten. Hierbei handelt es sich i. d. R. um solide Geräte in schweren Metallgehäusen mit großen Anzeigen hinter Glas. Die üblichen Wägebereiche und Skalenteilungen sind 25 kg / 50 g, 50 kg / 100 g und 100 kg / 200 g, wobei meistens noch eine geschätzte Ablesung zwischen den Skalenteilen möglich und hinreichend genau ist. Diese Waagen werden heute (2011) nur noch von sehr wenigen Herstellern gebaut. Sie fanden weite Verbreitung in Poststellen/-filialen, Großküchen, Werkstätten und Laboren und wurden bzw. werden wegen ihrer unkomplizierten Handhabung geschätzt (bei Laufgewichtswaagen müssen Schiebegewichte betätigt werden, elektronische Waagen müssen ein- und wieder ausgeschaltet werden).

### Kraftmesser für Technik und Physik
- Das Gravimeter ist eine Präzisions-"Federwaage" (Schrägbalken) für Geophysik und Geodäsie. Damit wird das Erdschwerefeld bestimmt (9,5 bis 9,9 m/s² mit einer Genauigkeit bis zu 10−8 m/s²).
- Ringkraftmesser zur Messung von mechanischen Zug- und Druckkräften
- Drehwaage (Torsionswaage) zur Bestimmung der Gravitationskonstante (1798)

## Messgenauigkeit und Eichung

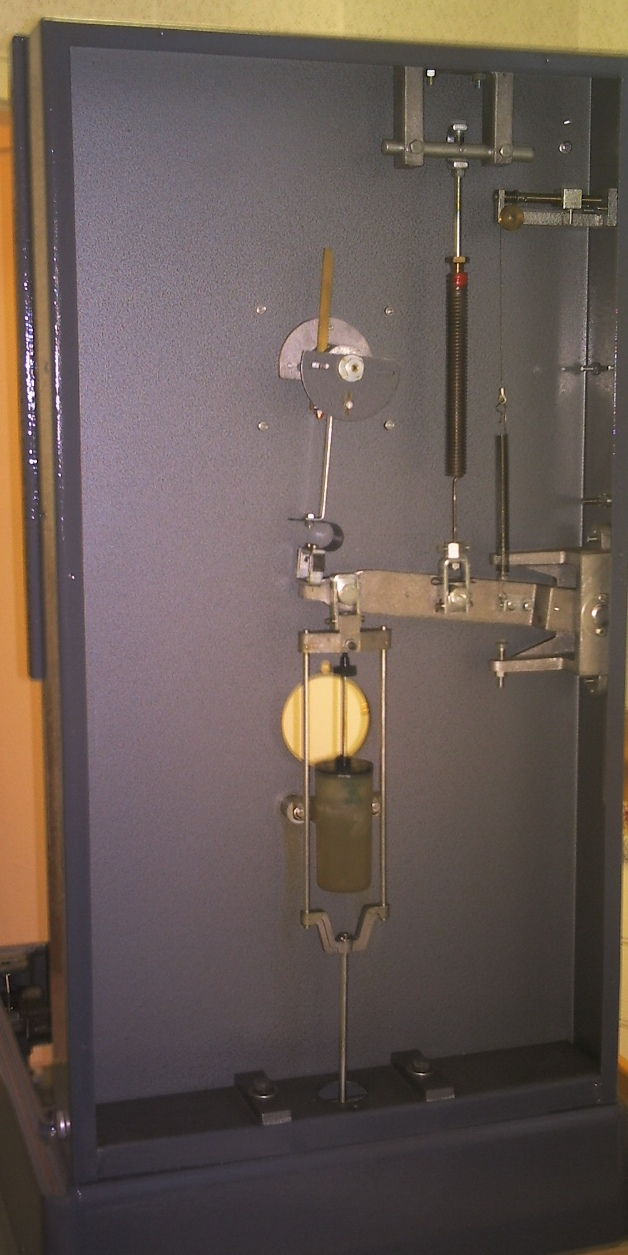
Geöffnete Postwaage mit sichtbarem Federwägemechanismus

Die Messgenauigkeit einfacher rohrförmiger Modelle ist meist nicht groß; sie wird durch bauliche Merkmale (Reibung, Klemmung der Feder im Gehäuse), zu grobe oder zu kleine Skalenteilung und ungünstige Ablesemöglichkeit (kleine Ziffern) negativ beeinflusst. Besser ablesbar sind Hängewaagen mit Kreiszeiger-Instrument. Aufgrund ihrer mangelhaften dauerhaften Genauigkeit waren Federwaagen in Deutschland i. A. nicht eichfähig. Dass dies in England zumindest punktuell anderes war zeigt das Beispiel der Eichzeichen an der oben beschriebenen englischen Hängewaage.
Die oben genannten großen Tischwaagen stellen die besonders hochwertige Bauart dar und werden herstellerseitig meistens mit einer Genauigkeit von 0,2 % des Skalen-Endwertes angegeben, zeigen bei schonender Behandlung und regelmäßiger Wartung jedoch praktische Genauigkeiten von 0,1 % des Skalen-Endwertes. Ihre Genauigkeit und Handhabbarkeit wird gegenüber den einfachen Modellen durch aufwendigere Verarbeitung, höherwertige Materialien, sorgfältigere Justierung sowie durch in Hartmetall-Schneiden gelagerte Hebelmechaniken und durch Schwingungsdämpfung (Öldämpfer) begünstigt.